# The Maple Leaf Forever
The Maple Leaf Forever ist ein kanadisches patriotisches Lied, das von Alexander Muir (1830–1906), einem in der Kindheit aus Lanark, Schottland eingewanderten Schuldirektor im Jahr 1867, dem Jahr der Gründung des Bundesstaates Kanada, geschrieben wurde, nachdem er in der Schlacht von Ridgeway gegen die Fenians gekämpft hatte.
Muir soll für dieses Lied durch einen großen Ahornbaum inspiriert worden sein, der auf seinem Grundstück Maple Cottage in Toronto stand. Das Lied wurde ziemlich populär im englischsprachigen Kanada und diente für viele Jahre als inoffizielle Nationalhymne. Wegen seiner britischen Perspektive war es bei den französischsprachigen Kanadiern eher unbeliebt, was verhinderte, dass es jemals zur offiziellen Hymne wurde, obwohl es bei einigen Anlässen de facto als Hymne benutzt wurde. 
1997 initiierte CBC Radio’s Metro Morning Show in Toronto einen Wettbewerb um einen neuen Text zu finden. Der Wettbewerb wurde von dem rumänischen Immigranten Vladimir Radian gewonnen, der in den achtziger Jahren nach Kanada kam. Am 27. Juni 1997 wurde diese Version zum ersten Mal auf einem Konzert vom Toronto Symphony Orchestra gespielt. Die neue Version kam ohne Erwähnungen des britischen Kolonialismus aus und beinhaltet stattdessen das Symbol der Provinz Québec, die Lilie.  
Während des letzten Spiels der Toronto Maple Leafs in ihrem früheren Stadion, den Maple Leaf Gardens in Toronto, sang Anne Murray eine von Radian abweichende Version des Liedes. Diese wurde auch von Michael Bublé bei der Abschlussfeier der Olympischen Spiele in Vancouver 2010 verwendet.

## Text
In days of yore, from Britain's shore

Wolfe, the dauntless hero, came

And planted firm Britannia's flag

On Canada's fair domain.

Here may it wave, our boast and pride

And, joined in love together,

The thistle, shamrock, rose entwine

The Maple Leaf forever!

Refrain:

The Maple Leaf, our emblem dear,

The Maple Leaf forever!

God save our Queen and Heaven bless

The Maple Leaf forever!

At Queenston Heights and Lundy's Lane,

Our brave fathers, side by side,

For freedom, homes and loved ones dear,

Firmly stood and nobly died;

And those dear rights which they maintained,

We swear to yield them never!

Our watchword evermore shall be

"The Maple Leaf forever!"

(Refrain)
Our fair Dominion now extends

From Cape Race to Nootka Sound;

May peace forever be our lot,

And plenteous store abound:

And may those ties of love be ours

Which discord cannot sever,

And flourish green o'er freedom's home

The Maple Leaf forever!

(Refrain)
On merry England's far famed land

May kind heaven sweetly smile,

God bless old Scotland evermore

and Ireland's Em'rald Isle!

And swell the song both loud and long

Till rocks and forest quiver!

God save our Queen and Heaven bless

The Maple Leaf forever!

(Refrain)

## Übersetzung
In alten Tagen, von Britanniens Küste

Kam Wolfe, der kühne Held

Und setzte fest Britanniens Flagge

Auf Kanadas holden Grund. 

Hier mag sie wehen, unser Ruhm und Stolz

Und, zusammen, in Liebe verbunden

Von Distel, Kleeblatt, Rose umschlungen

Das Ahornblatt für immer! 

Refrain:

Das Ahornblatt, unser liebes Wahrzeichen, 

Das Ahornblatt für immer! 

Gott schütze unsere Königin und Himmel segne

Das Ahornblatt für immer! 

Bei Queenston Heights und Lundys Lane, 

Unsere mutigen Väter, Seite an Seite, 

Für Freiheit, Heim und die teuren Lieben, 

Standen fest und starben edel; 

Und diese teuren Rechte, die sie verteidigten, 

Wir schwören sie nie herzugeben! 

Unsere Losung soll sein für alle Zeit

„Das Ahornblatt für immer!“ 

(Refrain)
Unser Herrschaftsgebiet dehnt sich nun aus

Von Cape Race zum Nootka-Sund; 

Möge Frieden für immer unsere Sendung sein, 

Und reichlich Raum vorhanden: 

Und möge dieser Bund von Liebe unser sein

Den Zwietracht nicht auflösen kann, 

Und blühe grün über der Freiheits Heim

Das Ahornblatt für immer

(Refrain)
Auf das selige England, das weit bekanntes Land

Möge der liebe Himmel süß lächeln

Gott segne das alte Schottland für alle Zeit

Und Irlands smaragdgrüne Insel! 

Und schwelle an das Lied laut wie auch lang

Bis die Felsen und der Wald beben

Gott schütze unsere Königin und Himmel segne

Das Ahornblatt für immer! 

(Refrain)